# 黃叔沆

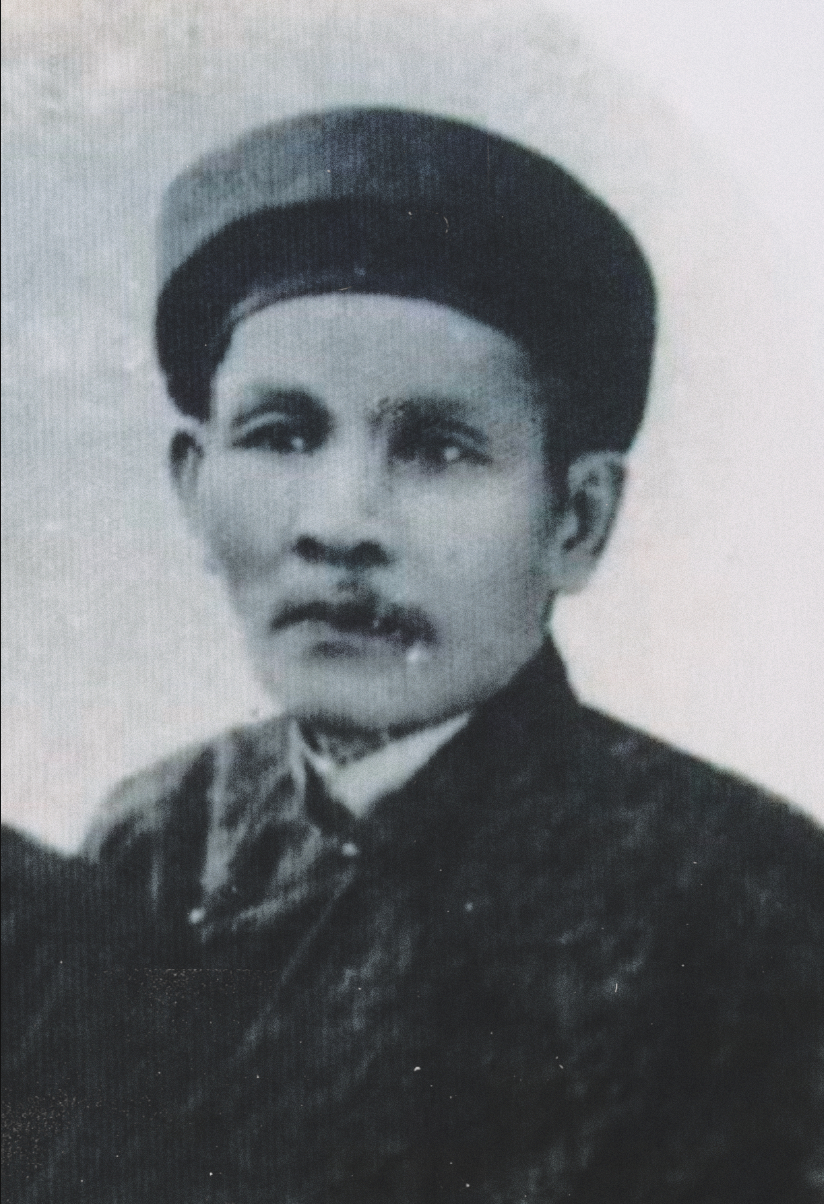
黃叔沆

黃叔沆（越南语：／；1876年—1947年），號茗園（越南语：／），越南革命家，為潘周楨的助手。

## 生平
黃叔沆是广南省升平府河東縣仙江上總盛平社（今屬岘港市）人，嗣德二十九年（1876年）出生。成泰十二年（1900年），黃叔沆參加承天府鄉試，考中該場解元。成泰十六年（1904年），他考中會試第一名，隨後在庭試中考中第三甲同進士出身。
後來，他因為參加潘佩珠和潘周楨領導的維新運動，而在1908年被捕，並流放到昆侖島監獄。1919年，他才從昆侖島返回中圻。1926年，他當選中圻民表院院長，但因不配合法國殖民政府統治，隨後辭職，創辦《民聲報》（Tiếng Dân）。1943年，《民聲報》被法國殖民當局勒令停刊。
1945年，八月革命成功，黃叔沆接受胡志明邀請，擔任越南民主共和國臨時政府內政部長。並在1946年胡志明赴法談判期間，擔任代理主席。1946年底，黃叔沆被任命為廣義省義行縣特派員，前往南中部開戰工作。
1947年4月21日，黃叔沆因病去世。安葬于广义省天印山上。
2013年4月15日，越南國家主席張晉創追授他金星勳章。

## 評價
黃叔沆被視作反抗法國殖民統治的英雄。現今不少越南的城市都有以他命名的街道。